# Cratere Aveiro
Aveiro  è un cratere sulla superficie di Marte.